# 打鼓嶺警署
打鼓嶺分區警署（英語：Ta Kwu Ling Divisional Police Station）又稱打鼓嶺警署，位於香港打鼓嶺村，蓮麻坑路與坪輋路交界，與打鼓嶺救護站相鄰，為三級歷史建築，保留了二次大戰前的原貌。